# يان وودز
يان وودز (بالإنجليزية: Ian Woods)‏ هو متسابق بياثل بريطاني، ولد في 7 يونيو 1966 في Dalbeattie ‏ في المملكة المتحدة.

## وصلات خارجية
- يان وودز على موقع IBU (الإنجليزية)
- يان وودز على موقع أوليمبيديا (الإنجليزية)